# سیارک ۱۲۴۲

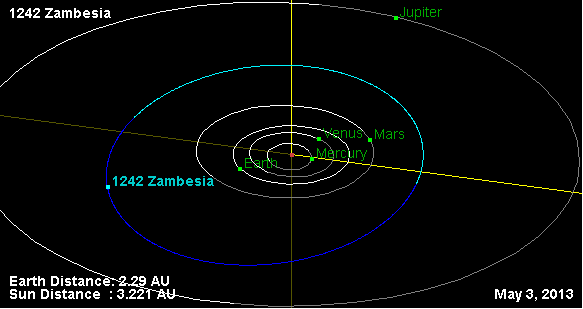

سیارک ۱۲۴۲ (به انگلیسی: 1242 Zambesia، نامگذاری:1932HL) هزار و دویست و چهل و دومین سیارک کشف شده‌است که در ۲۸ آوریل ۱۹۳۲ کشف شد.
قدر مطلق سیارک برابر ۱۰٫۱۰ است.